# Matshidiso Moeti
Matshidiso Rebecca Natalie Moeti es una médica botsuana, especialista en salud pública y administradora en salud. Es la directora de la Oficina Regional de la Organización Mundial de la Salud para África (AFRO), con sede en Brazzaville, República del Congo. Fue nombrada para ese cargo el 27 de enero de 2015, por la Junta Ejecutiva de la Organización Mundial de la Salud, en su 136.ª sesión, en Ginebra (Suiza). Asumió el cargo el 1 de febrero de 2015, para cumplir un mandato renovable de cinco años. Los ministros de salud de los 47 países miembros de la Región de África expresaron su respaldo al nombramiento en la reunión de Cotonú (Benín), en noviembre de 2014. En 2019 fue reelegida para un segundo mandato.

## Formación
Moeti nació en Sudáfrica en un municipio cercano a Johannesburgo donde sus padres ejercían la medicina. En 1965 la familia se trasladó a Botsuana y allí Moeti completó sus estudios medios. En 1978, obtuvo su Licenciatura en Medicina y Cirugía (MBBS) en la UCL Medical School de la Universidad de Londres. Más tarde, en 1986, obtuvo la maestría en ciencias de la Salud Comunitaria para Países en Desarrollo (MSc (CHDC)) de la Escuela de Higiene y Medicina Tropical de Londres.

## Trayectoria profesional
Finalizada su formación académica, regresó a Botsuana. Trabajó en el Ministerio de Salud del país desde 1978 hasta 1994. Luego se unió a ONUSIDA, ascendiendo al puesto de Líder de Equipo de la Mesa de África y Medio Oriente, con sede en Ginebra, desde 1997 hasta 1999. En 1999, se unió a la Oficina Regional de la OMS en África, trabajando en VIH/SIDA. Fue nombrada Subdirectora Regional, desempeñando ese cargo desde 2008 hasta 2011. También se desempeñó como Directora de Enfermedades No Transmisibles en la oficina regional. Desde 2005 hasta 2007, se desempeñó como representante de País de la OMS en Malawi.
Luego de su nombramiento en 2015, fue la primera mujer en dirigir la oficina regional de la OMS en África desde su creación. En 2019 fue reelegida para continuar en el cargo
Matshidiso Moeti impulsó acciones tendientes a eliminar el VIH en niños y adolescentes africanos, basándose en el fortalecimiento de los sistemas y la prestación universal de servicios de salud. Entre esas acciones, se destaca la iniciativa conocida como «3 por 5». Este programa comenzado en 2003 tenía como objetivo lograr que hacia fines de 2005, tres millones de pacientes de VIH dispusieran de tratamiento médico.
Durante su gestión a cargo de la oficina regional de la OMS en África, se concretó el objetivo del programa "Kick Polio Out of Africa" (Expulsemos la polio de África) iniciado en 1996. En agosto de 2020 Afŕica fue declarada "Libre de polio salvaje", luego de 4 años consecutivos sin que se registrara ningún caso.

## Publicaciones seleccionadas
- Norr, Kathleen; Tlou, Sheila; Moeti, Matshidiso (Marzo de 2004). «Impact of Peer Group Education on HIV Prevention Among Women in Botswana». Health Care for Women International (en inglés) 25 (3): 210-226. PMID 15195767. doi:10.1080/07399330490272723.
- Zere, Eyob; Moeti, Matshidiso; Kirigia, Joses; Mwase, Takondwa; Kataika, Edward (15 de mayo de 2007). «Equity in health and healthcare in Malawi: analysis of trends». BMC Public Health (en inglés) 7 (1). PMC 1884146. PMID 17504530. doi:10.1186/1471-2458-7-78.
- Moeti, Matshidiso (Octubre de 2016). «Winning the battle against the scourge of poliomyelitis in the African Region». Vaccine (en inglés) 34 (43): 5142-5143. PMID 27576072. doi:10.1016/J.VACCINE.2016.05.059.
- Nkengasong, John N; Maiyegun, Olawale; Moeti, Matshidiso (Marzo de 2017). «Establishing the Africa Centres for Disease Control and Prevention: responding to Africa's health threats». The Lancet Global Health (en inglés) 5 (3): e246-e247. PMID 28108138. doi:10.1016/S2214-109X(17)30025-6.
- Moeti, Matshidiso; Nandy, Robin; Berkley, Seth; Davis, Steve; Levine, Orin (Abril de 2017). «No product, no program: The critical role of supply chains in closing the immunization gap». Vaccine (en inglés) 35 (17): 2101-2102. PMID 28364913. doi:10.1016/J.VACCINE.2017.02.061.
- Aranda, Sanchia; Berkley, Seth; Cowal, Sally; Dybul, Mark; Evans, Tim; Iversen, Katja; Moeti, Matshidiso; Osotimehin, Babatunde; Peterson, Stefan; Piot, Peter; Purandare, Chittaranjan N.; Sidibé, Michel; Trimble, Ted; Tsu, Vivien Davis (Julio de 2017). «Ending cervical cancer: A call to action». International Journal of Gynecology & Obstetrics (en inglés) 138: 4-6. PMID 28691327. doi:10.1002/IJGO.12182.
- Moeti, Matshidiso (Diciembre de 2017). «Longer and healthier lives for all Africans by 2030: perspectives and action of WHO AFRO». The Lancet (en inglés) 390 (10114): 2747-2749. PMID 28917962. doi:10.1016/S0140-6736(17)32128-1.
- Rosenthal, Philip J.; Breman, Joel G.; Djimde, Abdoulaye A.; John, Chandy C.; Kamya, Moses R.; Leke, Rose G. F.; Moeti, Matshidiso R.; Nkengasong, John et al. (5 de mayo de 2020). «COVID-19: Shining the Light on Africa». The American Journal of Tropical Medicine and Hygiene (en inglés). PMID 32372749. doi:10.4269/AJTMH.20-0380.